# 黃飛鴻系列之鐵膽梁寬
《黃飛鴻系列之鐵膽梁寬》（英語：Master of Martial Arts）是香港電視廣播有限公司的清裝武打電視劇集，全劇共20集，監製潘嘉德，由李克勤、梁家仁、宣萱及梁榮忠領銜主演。

## 故事大綱
故事背景為滿清末年，朝廷積弱，對外受列強欺侮，社會內部亦充斥著恃強凌弱的情況。自幼父母雙亡的廣東小子梁寬（李克勤飾）依靠一身無師自通的功夫自保，並立志鋤強扶弱。
後寬因打抱不平擔心連累親族，前往廣州投靠親兄梁正（廖啟智飾），同時尋找指腹為婚的未婚妻葉寶兒（傅明憲飾）。寬到廣州後發現正只經常受到惡霸欺凌的窮人，並非像是書信中所述那般富貴。寬為助兄長，以武力剷除惡霸，因而聲名大躁。但正擔心寬鋒芒太露會惹禍上身，遂勸寬拜黃飛鴻（梁家仁飾）為師。但性格衝動的寬自恃聰明，對飛鴻內斂穩重的處事作風不以為然，飛鴻欣賞寬的練武天份及俠義精神，對寬耐心規勸。
此時表面為殷商的陸志剛（羅樂林飾），暗地卻指派得力助手凌雲楷，掠奪各方勢力，視飛鴻為眼中釘，且在一場獅王爭霸中雲楷落敗於飛鴻，使志剛更顧忌飛鴻，並多次設計陷害，飛鴻為免多事，小節上均予忍讓，此舉令寬十分不滿，為此與飛鴻意見相左，且責怪飛鴻不教他上乘功夫，一氣之下離開寶芝林。
而在另一方面，寬幾經艱苦雖與寶兒重逢，但寶兒受到新思想熏陶，抗拒盲婚啞嫁只願視寬為好友，並欲促成寬與閨中密友林秀菁（宣萱飾），寬雖對寶兒念念不忘，但寶兒屢次拒絕且秀菁對寬一往情深，處處照顧，寬與秀菁終生愛苗。
正迷戀柳燕招致殺生之禍，寬欲替兄報仇，但技不如人至一敗塗地，故重投飛鴻門下，請求飛鴻授以絕招無影腳以報仇雪恨，飛鴻害怕寬走火入魔不欲教之，然而寬復仇心切，假意潛心學武修生養相，飛鴻終被寬之真誠感動，毅然將無影腳相教。
寬急於求成，未能發揮無影腳至大至剛之威力，二度被打敗的寬鬥志盡失；志剛假仁假義乘機扶持，利用寬陷害飛鴻，志剛的奸計會得逞嗎？飛鴻、寬兩人師徒情誼又面臨著什麼樣的衝突與考驗呢？
一蹶不振的寬會重拾信心嗎？他與雲楷之間的恩恩怨怨又將如何呢？
而在寬與秀菁感情日漸穩定之際，在輾轉愛情中追逐的寶兒，赫然發現所愛之人原來即是寬，坦然向寬表白心跡，寬處與兩愛難全的矛盾中，不知如何取捨。

## 演員表
- 李克勤 飾 梁寬
- 鄭雷 飾 梁振明
- 伍文生 飾 二斤
- 黃新 飾 寬伯
- 黎宣 飾 寬嬸
- 梁建平 飾 湘
- 吳列華 飾 花艷紅
- 黃煒林 飾 強
- 羅莽 飾 鬼塚橋
- 廖啟智 飾 梁　正
- 古明華 飾 林世榮
- 梁榮忠 飾 牙擦蘇
- 蔣文端 飾 林桂蘭
- 麥子雲 飾 林大河
- 石云 飾 師　爺
- 郭卓樺 飾 林手下
- 鄭君寧 飾 林手下
- 梁家仁 飾 黃飛鴻
- 宣萱 飾 林秀菁
- 秦煌 飾 林廣蔭
- 黃愷欣 飾 李　鳳
- 何金寧 飾 炳
- 羅國維 飾 張大人
- 曹濟 飾 張師爺
- 傅明憲 飾 葉寶兒
- 郭德信 飾 葉貴成
- 蘇恩磁 飾 劉巧梅
- 博君 飾 巡　捕/巡捕頭
- 孫季卿 飾 染布房管工
- 張國樑 飾 凌雲楷
- 羅樂林 飾 陸志剛
- 陳勉良 飾 茶樓伙記
- 蔡雲霞 飾 花　旦
- 張海勤 飾 虎
- 張百賢 飾 豹
- 鄧汝超 飾 張　勝
- 凌漢 飾 議　員/張鄉紳/張議員
- 黃文標 飾 武館教頭
- 王偉樑 飾 武館教頭
- 游　飈 飾 武館教頭
- 郭城俊 飾 三聖堂手下/楷手下
- 林家棟 飾 周　俊
- 林嘉麗 飾 葉家婢僕/麗/女　僕
- 劉江 飾 章秉源
- 鄭嵐 飾 媚
- 溫雙燕 飾 鵴　母
- 飾 妓　女
- 黃天鐸 飾 裁　縫
- 廖麗麗 飾 李夫人
- 陳美琪 飾 柳　燕
- 陸麗燕 飾 小　靜
- 梁葆貞 飾 柳燕母/金彩玲
- 麥皓為 飾 唐老板
- 王偉 飾 劉永福/八府巡按
- 葉鎮華 飾 劉副官
- 羅　維 飾 章　龍
- 張宏偉 飾 余振國
- 何遠恆 飾 愛國青年
- 虞天偉 飾 謝老板
- 陳燕航 飾 小　蓮
- 黃振寧 飾 賣魚燦
- 李海生 飾 高　鷹
- 郭城俊 飾 楷手下
- 鄭英龍 飾 高鷹徒弟
- 麥嘉倫 飾 高鷹徒弟
- 區　嶽 飾 家　丁
- 何璧堅 飾 林　叔/管　家
- 方傑 飾 沈醫師
- 凌志雄 飾 蒙古勇士
- 博　君 飾 巡捕頭/官　兵
- 陳中堅 飾 欽差大臣
- 蕭山仁 飾 梁提督
- 區嶽 飾 管　家
- 譚一清 飾 老　伯
- 王維德 飾 昌
- 朱偉達 飾 官　城
- 許實賢 飾 仙　道
- 戴少民 飾 清　田
- 吳文偉 飾 流　川
- 簡俊然 飾 下　人

## 影碟發行
以下影碟發行由電視廣播(國際)有限公司授權：
香港發行代理商現代音像(國際)有限公司於2005年推出發行了《黃飛鴻系列之鐵膽梁寬》VCD影碟零售版本，此影碟將已播放的集數並製作成13隻碟版本，每隻碟跟電視劇的每集片長約60分鐘一樣，設有粵語及國語發音版本並配上繁體中文字幕。

## 宣傳
此劇的宣傳活動請來曾演繹角色黃飛鴻、梁寬、牙擦蘇的三位經典前輩演員關德興、曹達華、西瓜刨參與，並由此劇演員對他們進行敬茶儀式。

## 迴響

### 收視
首周收視平均30點，其後微跌至29點，結局周亦為29點。

### 評價
《東周刊》當時的視評批評編劇對此劇的風格未能拿定主意，全劇風格以嚴肅為主，但時而想加入搞笑元素，卻顯得風趣不足，以致不倫不類；又指主角李克勤扮演由衝動漸為穩重的角色，在演繹穩重一面時只會裝作木訥或愁眉深鎖的表情，表現不佳。

## 衍生作品
同年李克勤曾以梁寬形象拍攝珍寶冷氣廣告，講述炎熱難耐的天氣下，梁寬要求師弟搧涼，最後女角出現安裝冷氣解決炎熱問題。此廣告被評為突破當時女性依賴男性的慣例，較具兩性平等意識。